# Frente Único Gaúcho
El Frente Único Gaúcho (FUG) fue una unión de partidos políticos del estado de Rio Grande del Sur. También fue llamado Frente Único Rio-Grandense (FURG).
Se formó en 1928, poco después de que Getúlio Vargas asumiera el gobierno del estado. Reunía al Partido Republicano Riograndense, liderado por Borges de Medeiros, y al Partido Libertador, liderado por Assis Brasil.
En 1929, se unió a la campaña de la Aliança Liberal para la presidencia de la República apoyando a Getúlio Vargas. En 1932, hubo una escisión entre los partidos dando origen al Partido Liberal Republicano liderado por Flores da Cunha.
Fue abolido por Decreto Nº 37 del 2 de diciembre de 1937.